# Годега-ди-Сант-Урбано
Годега-ди-Сант-Урбано (итал. Godega di Sant'Urbano, вен. Gódega) — коммуна в Италии, располагается в провинции Тревизо области Венеция.
Население составляет 6131 человек (2008 г.), плотность населения составляет 252 чел./км². Занимает площадь 24 км². Почтовый индекс — 31010. Телефонный код — 0438.
Покровительницей коммуны почитается святая Маргарита, празднование 20 июля.

## Демография
Динамика населения:

## Города-побратимы
- Л’Иль-ан-Додон, Франция (2006)

## Администрация коммуны
- Официальный сайт: https://web.archive.org/web/20060808201058/http://comunegodega.tv.it/